# Pinnaspis indivisa
Pinnaspis indivisa är en insektsart som beskrevs av Ferris 1950. Pinnaspis indivisa ingår i släktet Pinnaspis och familjen pansarsköldlöss. Inga underarter finns listade i Catalogue of Life.